# Рокингам (окръг, Ню Хампшър)
Окръг Рокингам (на английски: Rockingham County) е окръг в щата Ню Хампшър, Съединени американски щати. Площта му е 2056 km², а населението е 314 176 души (1 април 2020). Административен център е град Брентуд.